# Will Arnett
William Emerson Arnett (Toronto, 4 mei 1970) is een Canadees acteur. Hij werd voor zijn bijrol in Arrested Development in 2006 genomineerd voor een Emmy Award. Hij ontving een tweede nominatie in 2008 voor zijn gastrol in 30 Rock. Arnett was daarnaast te zien in films als Wristcutters: A Love Story en Blades of Glory en sprak zijn stem in voor animatieproducties als BoJack Horseman, Ice Age: The Meltdown, Ratatouille en The Lego Batman Movie.
Arnett trouwde in 1994 met de zes jaar oudere actrice Penelope Ann Miller, maar hun huwelijk strandde een jaar later. Hij hertrouwde in 2003 met Saturday Night Live-actrice/comédienne Amy Poehler, met wie hij twee zoons kreeg. In 2012 gingen ze uit elkaar.
Arnett en Poehler waren een aantal keer samen op het scherm te zien. Zo speelde ze zijn echtgenote in vijf afleveringen van Arrested Development, zijn zus in Blades of Glory en was ze net als hij te zien in Spring Breakdown en Girl Missing. Daarnaast spraken ze allebei hun stem in voor Horton Hears a Who! en Monsters vs Aliens.

## Filmografie
*Exclusief televisiefilms
| - Minions: The Rise of Gru (2022, stem) - Chip 'n Dale: Rescue Rangers (2022, stem) - Muppets Haunted Mansion (2021) - The Lego Movie 2: The Second Part (2019, stem) - Teen Titans Go! To the Movies (2018, stem) - The Lego Batman Movie (2017, stem) - Popstar: Never Stop Never Stopping (2016) - Teenage Mutant Ninja Turtles: Out of the Shadows (2016) - Teenage Mutant Ninja Turtles (2014) - The Lego Movie (2014, stem) - The Nut Job (2014, stem) - Men in Black 3 (2012) - Despicable Me (2010, stem) - G-Force (2009) - Monsters vs Aliens (2009, stem) - Brief Interviews with Hideous Men (2009) - Spring Breakdown (2009) - The Rocker (2008) - Horton Hears a Who! (2008, stem) - Semi-Pro (2008) - The Brothers Solomon (2007) | - The Comebacks (2007) - Hot Rod (2007) - Ratatouille (2007, stem) - On Broadway (2007) - Grindhouse (2007) (stem segment Don't) - Blades of Glory (2007) - Girl Missing (2007) - Let's Go to Prison (2006) - RV (2006) - Ice Age: The Meltdown (2006, stem) - Wristcutters: A Love Story (2006) - Monster-in-Law (2005) - The Great New Wonderful (2005) - Series 7: The Contenders (2001, stem) - The Acting Class (2000) - The Waiting Game (1999) - Southie (1998) - The Broken Giant (1998) - Weekend Getaway (1998) - Ed's Next Move (1996) - Close Up (1996) |

## Televisieseries
*Exclusief eenmalige gastrollen
- Flaked - Chip (2016-2017, veertien afleveringen)
- BoJack Horseman - BoJack Horseman (2014-2018, 61 afleveringen)
- The Increasingly Poor Decisions of Todd Margaret - Brent Wilts (2009-2016, twintig afleveringen)
- The Millers - Nathan Miller (2013-2015, 34 afleveringen)
- Arrested Development - George 'Gob' Bluth II (2003-2013, 68 afleveringen)
- 30 Rock - Devon Banks (2007-2013, negen afleveringen)
- Up All Night - Chris Brinkley (2011-2012, 35 afleveringen)
- Running Wilde - Steven Wilde (2010-2011, dertien afleveringen)
- Sit Down Shut Up - Ennis Hofftard (2009, dertien afleveringen)
- Freak Show - Duncan Schiesst (2006, zeven afleveringen)
- Odd Job Jack - Tiberius McKorkindale (2005, twee afleveringen)
- The Sopranos - Mike Waldrup (2002, twee afleveringen)

- Biblioteca Nacional de España: XX4611937
- Bibliothèque nationale de France: cb15096302p (data)
- Gemeinsame Normdatei: 143041487
- International Standard Name Identifier: 0000 0001 1886 7823
- Library of Congress Control Number: no2005117035
- MusicBrainz: 1be6eb01-5013-4fd6-bbd3-ae42924679b0
- Nationale Bibliotheek van Israël: 987007337814605171
- Nationale Bibliotheek van Polen: a0000002273262
- Nederlandse Thesaurus van Auteursnamen: 391176242
- Système universitaire de documentation: 172610907
- Virtual International Authority File: 90651244
- WorldCat: E39PBJkCYk6gg7CG9ggxm9Qcyd